# Джекири, Тони
Тони Фрэнк Джекири (англ. Tonye Frank Jekiri; род. 23 июля 1994, Лагос, Нигерия) — нигерийский профессиональный баскетболист, играющий на позиции центрового.

## Карьера
На студенческом уровне Джекири 4 сезона выступал за «Майами Харрикейнс». В последнем сезоне статистика Тони составила 7,6 очка и 8,6 подбора в среднем за игру.
Свой первый профессиональный контракт Джекири подписал с клубом «Бандырма Кырмызы».
В сезоне 2017/2018 Джекири выступал за «Остенде». В составе команды Тони стал чемпионом Бельгии, признан «Самым ценным игроком» финала и лучшим по подборам в турнире.
Сезон 2018/2019 Джекири провёл в «Газиантепе». В 31 матче чемпионата Турции Тони набирал в среднем 12,8 очка, 10,2 подбора и 2,2 передачи.
В июле 2019 года Джекири перешёл в АСВЕЛ. В 27 матчах Евролиги статистика Тони составила 8,7 очка и 7,5 подбора и 1,3 передачи.
В июле 2020 года Джекири подписал контракт с «Басконией». В 30 матчах Евролиги Тони набирал 6,0 очков, 4,9 подборов, 1,9 передачи и 0,7 перехвата. В чемпионате Испании его статистика составила 6,9 очков, 4,8 подборов, 1,5 передач и 0,9 перехватов.
В июле 2021 года Джекири перешёл в УНИКС. В составе команды Тони стал бронзовым призёром Суперкубка Единой лиги ВТБ, Единой лиги ВТБ и чемпионата России. В 23 матчах Единой лиги ВТБ его статистика составила 7,5 очков, 5,7 подборов, 1,5 передачи и 0,9 перехвата.
В июне 2022 года Джекири стал игроком «Фенербахче». В Евролиге Тони набирал в среднем 6,7 очка, 5,4 подбора и 1,3 передачи. В чемпионате Турции его статистика составила 5,6 очка, 5,5 подбора и 1,0 передачи.
В июле 2023 года Джекири подписал контракт с ЦСКА. В составе команды Тони стал чемпионом Единой лиги ВТБ и чемпионом России.
В сезоне 2024/2025 Джекири стал победителем Единой лиги ВТБ, чемпионом России и обладателем Суперкубка Единой лиги ВТБ.
В июле 2025 года Джекири продлил контракт с ЦСКА по схеме «1+1».

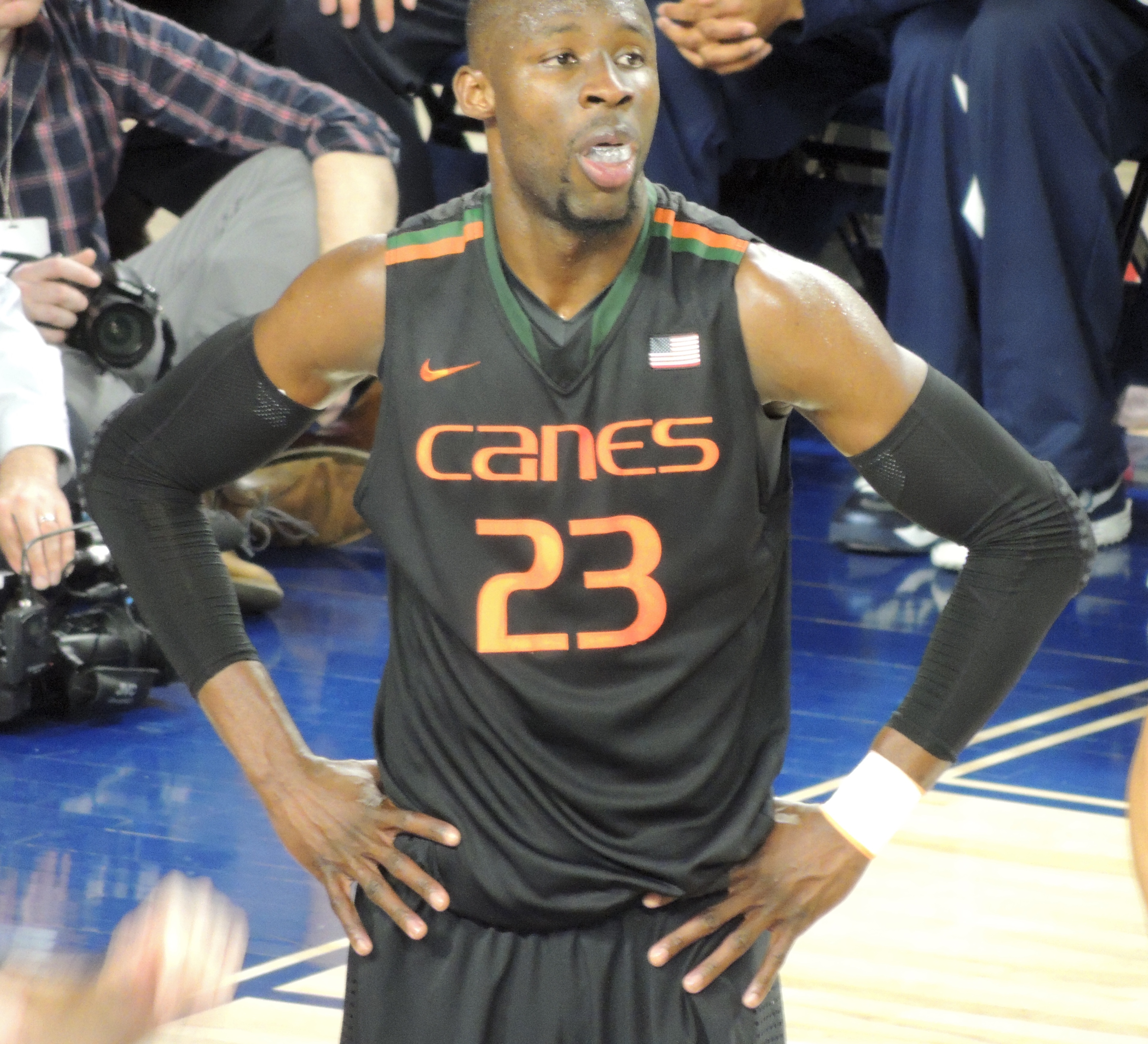
В составе Майами Харрикейнс (2015)
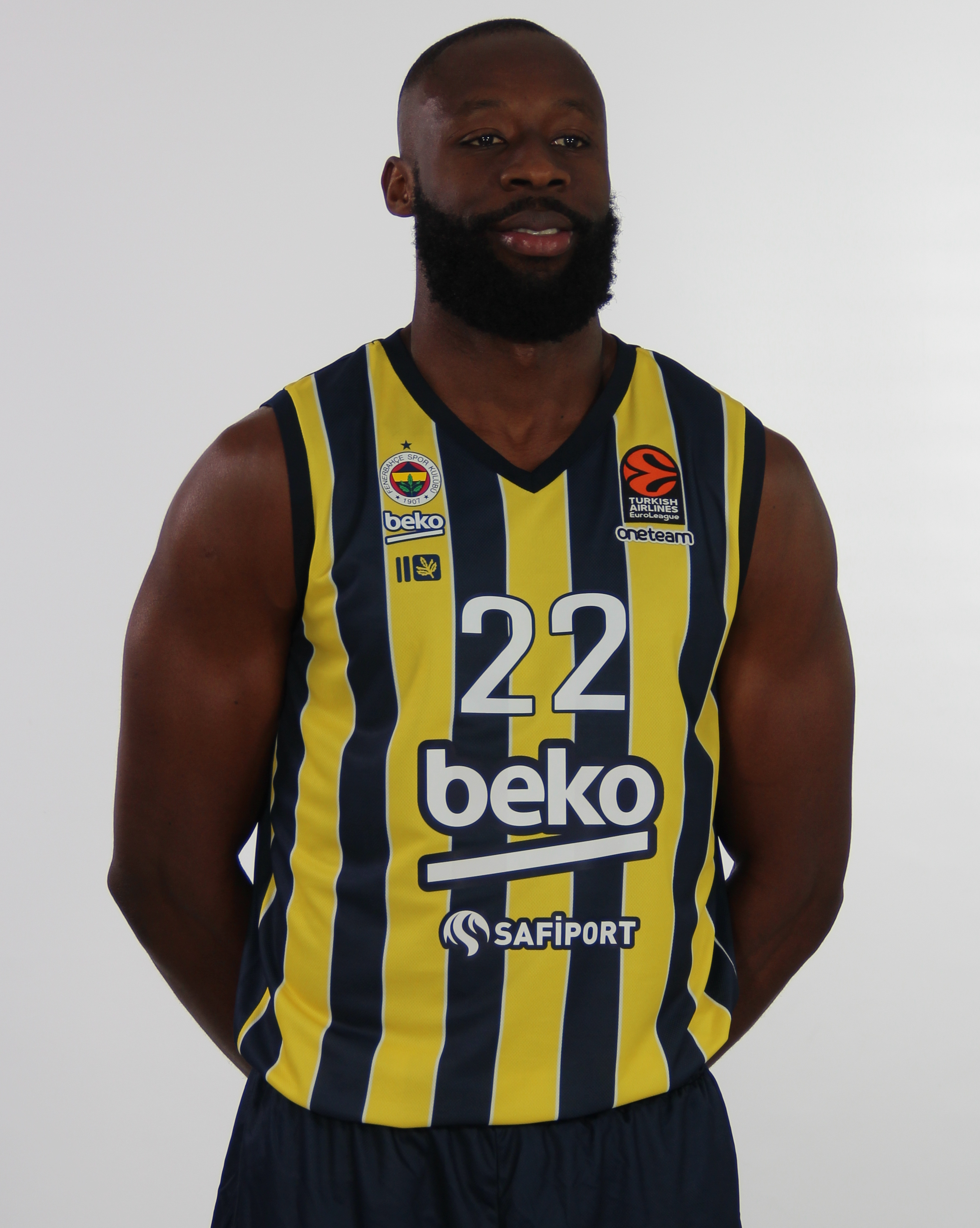
В составе Фенербахче (2022)
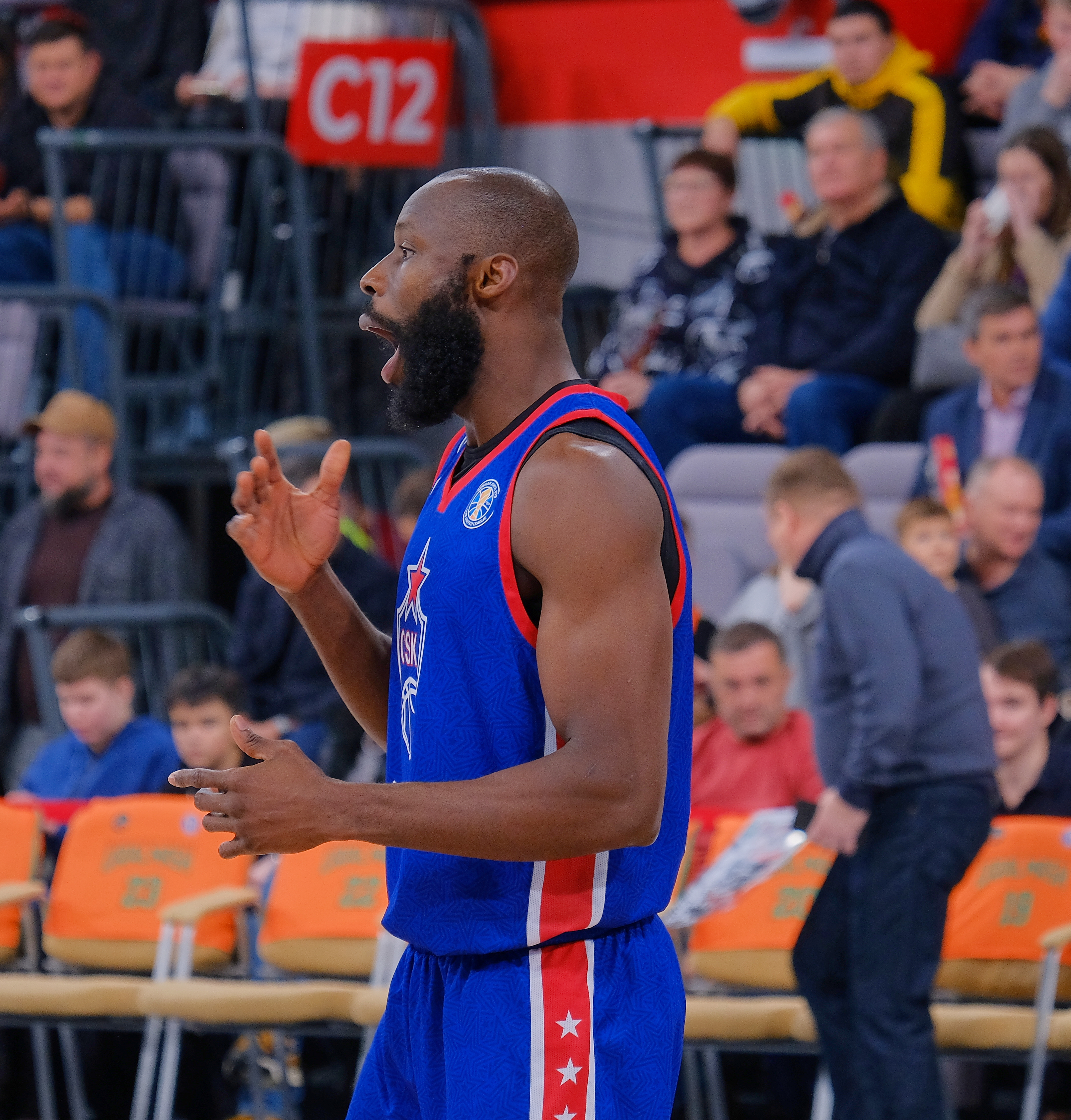
В составе ЦСКА (2024)

## Достижения
- Чемпион Единой лиги ВТБ (2): 2023/2024, 2024/2025
- Бронзовый призёр Единой лиги ВТБ: 2021/2022
- Обладатель Суперкубка Единой лиги ВТБ: 2024
- Бронзовый призёр Суперкубка Единой лиги ВТБ: 2021
- Чемпион Бельгии: 2017/2018
- Чемпион России (2): 2023/2024, 2024/2025
- Бронзовый призёр чемпионата России: 2021/2022
- Обладатель Кубка Бельгии: 2017/2018